# Bondone
Bondone là một đô thị có cự ly khoảng 50 km về phía tây nam của Trento trong tỉnh Trento ở vùng Trentino-Alto Adige/Südtirol, tại biên giới với Lombardy. Tại thời điểm ngày 31 tháng 12 năm 2004, đô thị này có dân số 693 người và diện tích là 19,2 km².
Khu vực này có độ cao từ 368 m bên bờ hồ và lên đến độ cao 1.946 m.

## Đô thị giáp ranh
Trong tỉnh Trento:
- Tiarno di Sopra
- Storo

Trong tỉnh Brescia, Lombardy:
- Bagolino
- Magasa
- Idro
- Valvestino